# Ferrovia Udine-Castions di Strada
La ferrovia Udine-Castions di Strada è stata una ferrovia del Friuli-Venezia Giulia costruita interamente e collaudata, ma mai aperta al traffico.
In seguito al totale smantellamento delle opere della ferrovia, il sedime venne in gran parte riutilizzato per la realizzazione della Strada statale 353 della Bassa Friulana.

## Percorso
| Continuation backward |

|  | Unknown route-map component "CONTgq" | Unknown route-map component "ABZg+lr" | Unknown route-map component "CONTfq" |  |

| Unknown route-map component "exCONTgq" | Unknown route-map component "eABZg+r" |  |

| Station on track |

| Unknown route-map component "CONTgq" | Unknown route-map component "ABZgr" |  |

|  | Unknown route-map component "xABZgl" | Unknown route-map component "CONTfq" |

| Unknown route-map component "exBHF" |

| Unknown route-map component "exBHF" |

|  | Unknown route-map component "exCONTgq" | Unknown route-map component "exABZg+r" |  |  |

| Unknown route-map component "exBHF" |

| Unknown route-map component "exCONTf" |